# Édouard Caspari
Chrétien Édouard Caspari (Sainte-Marie-aux-Mines, 13 settembre 1840 – Parigi, 18 marzo 1918) è stato un astronomo e ingegnere navale francese.

## Biografia
Caspari frequentò dal 1860 l'École polytechnique. Dal 1862 al 1902 fu ingegnere navale (Ingénieur Hydrographe), ispezionando le coste francesi (tra cui la Senna, il Bacino di Arcachon), il Golfo del Tonchino, la Guadalupa, il Golfo del Siam. Inoltre, fece l'osservatore meteorologico e corsi di astronomia per il servizio Hydrographique de la Marine, da cui pubblicò il relativo libro di testo. Il suo libro sul cronometro marino (pubblicato in tedesco nel 1893) ricevette nel 1878 il Prix Montijon dell'Academie des Sciences. Nel 1905 fu presidente della Societé Astronomique de France.

## Opere
- Cours d'astronomie pratique - application à la géographie et a la navigation, 2 Bände, Gauthier-Villars 1889
- Untersuchungen über Chronometer und nautische Instrumente, Bautzen 1893 (deutsche Übersetzung von Les Chronomètres de Marine, 1884, Gauthier-Villars, 203 Seiten)
- Charles-Martin Ploix Météorologie nautique, Paris, Imprimerie Nationale 1874